# Espinosa y Bedoya
«Espinosa y Bedoya» Dueto musical colombiano.

## Semblanza
Famoso dueto antioqueño de música andina, integrado por los músicos y cantantes Eladio Espinosa y Francisco Bedoya. 

## Espinosa
Eladio Espinosa nació en Bolívar, Antioquia, el 18 de octubre de 1920.
Su infancia y adolescencia los vivió en Manizales. Con una decidida vocación musical aprendió a tocar primero el tiple, a escondidas de su padre que no se lo permitía, después aprendió a tocar la guitarra y se inició artísticamente en la Voz de Pereira y en La voz Amiga, también de esta ciudad.
Tuvo 7 hijos en el matrimonio y hasta los nietos heredaron sus condiciones musicales. Eladio falleció el 15 de junio del 2001. También fue un excelente compositor. De él son los bambucos «Campesina», (con Carlos Vieco) «Morena», «El retrato del paisa», y el pasillo «Cuando te vayas». (Con Chava Rubio)

## Bedoya
Francisco Bedoya es oriundo del municipio La Ceja del Tambo en el cercano Oriente antioqueño, nacido el 28 de noviembre de 1915.
Bedoya integró durante cinco decenios, con Espinosa, el dueto “Espinosa y Bedoya”, considerado, junto con los de “Garzón y Collazos” y “Obdulio y Julián”, como los mejores duetos colombianos de una larga época de mediados del siglo XX, 
Intérprete de la guitarra y segunda voz del dueto, Pacho Bedoya es también destacado compositor de aires andinos. De su obra mencionaremos “Luz Marina”, “Encantos”, “Condesa de amor”, “Cadencias”, etc…
- Datos: Q5840338